# 長尾博
長尾 博（ながお ひろし、1951年7月23日 - ）は、日本の臨床心理学者。活水女子大学名誉教授。平成21年に日本カウンセリング学会第42回大会会長を歴任。

## 来歴
北九州市八幡区で生まれる。

## 学歴
- 昭和51年九州大学教育学部卒業
- 昭和53年九州大学大学院教育学研究科修士課程修了
- 昭和56年九州大学大学院教育学研究科博士課程単位満了

## 職歴
- 昭和59年九州大学教育学部助手・九州大学教育学部心理教育相談室主任
- 昭和63年活水女子短期大学講師、平成元年活水女子短期大学助教授
- 平成4年活水女子大学教授
  - その後、人間関係学科主任、教務部長、文学部長などを歴任
- 平成29年3月活水女子大学を定年退職
- 平成29年4月より活水女子大学特別専任教授

## 学位
医学博士(平成5年)

## 専攻
臨床心理学、青年心理学、精神医学。

## 臨床歴
【病院臨床】昭和53年より福岡県の若杉病院、油山病院で、昭和63年から現在まで長崎県の三和中央病院などで非常勤。
【教育臨床】昭和52年より福岡県の3つの中学・高校と予備校で非常勤のスクールカウンセラー、昭和63年より現在まで活水中学・高校の非常勤のスクールカウンセラー、昭和56年より久留米大学、福岡大学、九州大学保健管理センターの非常勤の学生相談カウンセラー、昭和63年より現在まで活水女子大学の学生相談カウンセラー。
【ボランティア活動】昭和59年より福岡いのちの電話のスーパーバイザー、平成6年より長崎いのちの電話のスーパーバイザー、及び理事長を歴任。

## 著作
(1)青年期の自我発達上の危機状態に関する研究　ナカニシヤ出版
(2)ヴィジュアル精神分析ガイダンス　創元社
(3)やさしく学ぶカウンセリング26のレッスン　金子書房
(4)やさしく学ぶ認知行動療法　ナカニシヤ出版
(5)図表で学ぶ心理テスト　ナカニシヤ出版
(6)三訂　学校カウンセリング　ナカニシヤ出版
(7)改訂病院心理臨床入門　ナカニシヤ出版
(8)心理・精神療法ワークブック　誠信書房
(9)光富隆共著　パースぺクティブ青年心理学　金子書房
(10)図表で学ぶアルコール依存症　星和書店
(11)ケースで学ぶ不登校　金子書房
(12)心のメモランダム　ナカニシヤ出版
(13)変化の心理療法　ナカニシヤ出版
(14)女ごころの発達臨床心理学　福村出版

## 単著の論文
(1)アルコール依存症者と健常者との中年期危機状態の比較　精神医学、32巻、12号、1990年
(2)女性アルコール依存症者と女性覚醒剤依存症者の性同一性様態に関わる調査研究　臨床精神医学、16巻、11号、1987年
(3)前思春期に多彩な症状を示した児童の遊戯療法過程　季刊精神療法、13巻、4号、1987年
(4)青年期の自我発達上の危機状態の葛藤から不適応状態への心理過程　発達心理学研究、13巻、3号、2002年
(5)青年期の自我発達上の危機状態尺度の作成の試み　教育心理学研究、37巻、1号、1988年
(6)前思春期女子のchum形成が自我発達に及ぼす影響　教育心理学研究、45巻、2号、1997年
(7)青年期の自我発達上の危機状態に及ぼす要因　教育心理学研究、47巻、2号、1999年
(8)青年期境界例との治療的共同体とコンバインド・セラピーの試み　心理臨床学研究、6巻、1号、1988年
(9)自我強度尺度作成の試み　心理臨床学研究、25巻、1号、2007年
(10)初期青春期患者に対する治療的関わり方と治療者に対する同一化過程との関連について　精神分析研究、32巻、5号、1989年
(11)登校拒否を示す青年をもつ母親の性格特性と母子の治療的展開との関連　カウンセリング研究、20巻、1号、1987年
([]12)高校生の自我発達上の危機状態が印象形成及び説明文の再生、場面の再認とに与える影響　カウンセリング研究、26巻、1号、1993年